# Stars on 45

Stars on 45 – Goldene Schallplatte

Stars on 45 sind ein niederländisches Musikprojekt, das Anfang der 1980er Jahre mit Pop-Medleys große Erfolge hatte.

## Geschichte
Als der holländische Produzent Jaap Eggermont 1980 auf ein Bootleg mit zusammengemixten Beatles-Liedern und anderen Oldies stieß, hatte er die Idee, eine ähnliche, offizielle Platte zu erstellen. Dabei griff er aber aus Urheberrechtsgründen nicht auf die Originale zurück und mixte sie, sondern ließ die einzelnen Hitstücke von niederländischen Studiomusikern möglichst originalgetreu nachsingen und -spielen. Diese Mixtur wurde auf einen einheitlichen, tanzfähigen Discobeat gebracht. Das ganze Projekt wurde „Stars on 45“ genannt, wobei 45 für die Schallplattensingle steht, die sich mit 45 Umdrehungen pro Minute dreht. Die Urversion des Medleys dauerte ursprünglich knapp 16 Minuten, aber für verschiedene Formate wurde es immer wieder neu aufgeteilt und zusammengestellt.
Als Intro und Abschluss diente jeweils eine von Heinz Huth komponierte Hookline, die ursprünglich aus dem Lied Hallo Bimmelbahn der Berliner Band Nighttrain stammt. Darauf folgt der gesungene Text: The stars on 45 keep on turning in your mind …
Kurz vor Veröffentlichung der Single wurde im Dezember 1980 John Lennon ermordet, was das Interesse an der Musik der Beatles wieder wachrief und dazu beitrug, dass die Platte ab März 1981 weltweit zum Millionenseller wurde. Als zweite niederländische Formation der Musikgeschichte erreichten sie Platz 1 in den USA; ihre Vorgänger waren dabei Shocking Blue, deren Nummer-eins-Hit Venus auch Teil des ersten Musikmixes war.
Aber die Idee trug auch über diesen ersten Hit hinaus und mit einer zweiten Folge mit ABBA-Hits konnten Eggermont und seine Sänger an den Erfolg anknüpfen. Weitere Mixe mit Titeln von Stevie Wonder und den Rolling Stones folgten, zudem wurden zwei Alben veröffentlicht. Jedoch begann der Erfolg nun merklich nachzulassen. 1983 folgte noch einmal ein Nachschlag mit Hits der Andrews Sisters unter dem Namen The Star Sisters mit drei Sängerinnen, die danach als eigenständige Band weitermachten. 1987 gelang mit einem Frank-Sinatra-Medley zum letzten Mal der Chartseinstieg.
Eggermont löste damals eine ganze Reihe von Medleys aus, darunter Hooked on Classics, Hooked on Big Bands und Hooked on Swing, Mitte der 1980er Jahre die Hit-Mixe mit Hits des Jahres und Ende der 1980er Jahre die Medleys von Jive Bunny & The Mastermixers aus England, die mehrere Nummer-eins-Hits mit zusammengemischten Originalen hatten.

## Die Sänger und Sängerinnen
Bas Muys, Okkie Huysdens, Hans Vermeulen, Albert West, Arnie Treffers, Jody Pijper, Peter Vermeij, Tony Sherman.
Die Star Sisters: Patricia Paay, Yvonne Paay, Sylvana van Veen (später ersetzt durch Ingrid Ferdinandus)

## Diskografie

### Alben
| Jahr | Titel                         | Höchstplatzierung, Gesamtwochen/‑monate, AuszeichnungChartplatzierungen (Jahr, Titel, Platzierungen, Wochen/Monate, Auszeichnungen, Anmerkungen) | Höchstplatzierung, Gesamtwochen/‑monate, AuszeichnungChartplatzierungen (Jahr, Titel, Platzierungen, Wochen/Monate, Auszeichnungen, Anmerkungen) | Höchstplatzierung, Gesamtwochen/‑monate, AuszeichnungChartplatzierungen (Jahr, Titel, Platzierungen, Wochen/Monate, Auszeichnungen, Anmerkungen) | Höchstplatzierung, Gesamtwochen/‑monate, AuszeichnungChartplatzierungen (Jahr, Titel, Platzierungen, Wochen/Monate, Auszeichnungen, Anmerkungen) | Höchstplatzierung, Gesamtwochen/‑monate, AuszeichnungChartplatzierungen (Jahr, Titel, Platzierungen, Wochen/Monate, Auszeichnungen, Anmerkungen) | Höchstplatzierung, Gesamtwochen/‑monate, AuszeichnungChartplatzierungen (Jahr, Titel, Platzierungen, Wochen/Monate, Auszeichnungen, Anmerkungen) | Anmerkungen                                                 |
| Jahr | Titel                         | DE | AT | CH | UK | US | NL | Anmerkungen                                                 |
| ---- | ----------------------------- | --- | --- | --- | --- | --- | --- | ----------------------------------------------------------- |
| 1981 | Longplay Album                | DE1 Gold · (27 Wo.)DE | AT2 (4½ Mt.)AT | — | UK1 Gold · (21 Wo.)UK | US— GoldUS | NL3 Gold · (12 Wo.)NL | Erstveröffentlichung: März 1981                             |
| 1981 | Longplay Album – Volume II    | DE8 (8 Wo.)DE | AT13 (1 Mt.)AT | — | UK18 Gold · (6 Wo.)UK | — | NL13 (11 Wo.)NL |                                                             |
| 1981 | Longplay Album – Volume III   | — | — | — | — | — | NL22 (4 Wo.)NL |                                                             |
| 1982 | The Superstars / Stars Medley | — | — | — | UK94 (1 Wo.)UK | — | — |                                                             |
| 1983 | Tonight 20.00 Hrs             | — | — | CH24 (5 Wo.)CH | — | — | NL1 (18 Wo.)NL | als The Star Sisters                                        |
| 1984 | Hooray for Hollywood          | DE23 (9 Wo.)DE | — | CH39 (1 Wo.)CH | — | — | NL31 (4 Wo.)NL | als The Star Sisters                                        |
| 1985 | Danger                        | — | — | — | — | — | NL41 (1 Wo.)NL | Erstveröffentlichung: 5. Juli 1985<r />als The Star Sisters |
| 1987 | Stars on Frankie              | — | — | — | — | — | NL66 (1 Wo.)NL |                                                             |

grau schraffiert: keine Chartdaten aus diesem Jahr verfügbar
* In Großbritannien veröffentlichte das Projekt unter dem Namen Starsound, in den USA ab der zweiten Single als Stars On
Weitere Studioalben
- 1983: Stars on 45 Proudly Presents the Star Sisters (NL: Gold)
- 1985: Soul Revue (feat. The New Sam & Dave Revue und Mister B)
- 1987: Stars on Frankie
- 1988: Beatles Medley
- 1998: The Clubhits: New ’98 Recordings

### Kompilationen
| Jahr | Titel            | Höchstplatzierung, Gesamtwochen, AuszeichnungChartplatzierungen (Jahr, Titel, Platzierungen, Wochen, Auszeichnungen, Anmerkungen) | Höchstplatzierung, Gesamtwochen, AuszeichnungChartplatzierungen (Jahr, Titel, Platzierungen, Wochen, Auszeichnungen, Anmerkungen) | Höchstplatzierung, Gesamtwochen, AuszeichnungChartplatzierungen (Jahr, Titel, Platzierungen, Wochen, Auszeichnungen, Anmerkungen) | Höchstplatzierung, Gesamtwochen, AuszeichnungChartplatzierungen (Jahr, Titel, Platzierungen, Wochen, Auszeichnungen, Anmerkungen) | Höchstplatzierung, Gesamtwochen, AuszeichnungChartplatzierungen (Jahr, Titel, Platzierungen, Wochen, Auszeichnungen, Anmerkungen) | Höchstplatzierung, Gesamtwochen, AuszeichnungChartplatzierungen (Jahr, Titel, Platzierungen, Wochen, Auszeichnungen, Anmerkungen) | Anmerkungen |
| Jahr | Titel            | DE | AT | CH | UK | US | NL | Anmerkungen |
| ---- | ---------------- | --- | --- | --- | --- | --- | --- | ----------- |
| 1991 | The Very Best Of | — | — | — | — | — | NL32 (8 Wo.)NL |             |
| 2005 | Best Of          | DE18 (7 Wo.)DE | — | — | — | — | — |             |

Weitere Kompilationen
- 1981: Stars on Hits
- 1981: The All Stars Mix (mit Startrax, Rock Heroes, Middle of the Road und Lobo)
- 1982: Greatest Stars on 45
- 1994: The Very Best of Stars on 45
- 1994: Diamond Star Collection
- 1996: Greatest Stars on 45 Vol. 1
- 1996: Greatest Stars on 45 Vol. 2
- 2007: Tonight ! 20.00 Hrs. Remix 2007 (Stars on 45 proudly presents The Star Sisters)
- 2011: 30 Years Anniversary of Stars on 45

### Singles
| Jahr | Titel Album                                                                                             | Höchstplatzierung, Gesamtwochen/‑monate, AuszeichnungChartplatzierungen (Jahr, Titel, Album, Platzierungen, Wochen/Monate, Auszeichnungen, Anmerkungen) | Höchstplatzierung, Gesamtwochen/‑monate, AuszeichnungChartplatzierungen (Jahr, Titel, Album, Platzierungen, Wochen/Monate, Auszeichnungen, Anmerkungen) | Höchstplatzierung, Gesamtwochen/‑monate, AuszeichnungChartplatzierungen (Jahr, Titel, Album, Platzierungen, Wochen/Monate, Auszeichnungen, Anmerkungen) | Höchstplatzierung, Gesamtwochen/‑monate, AuszeichnungChartplatzierungen (Jahr, Titel, Album, Platzierungen, Wochen/Monate, Auszeichnungen, Anmerkungen) | Höchstplatzierung, Gesamtwochen/‑monate, AuszeichnungChartplatzierungen (Jahr, Titel, Album, Platzierungen, Wochen/Monate, Auszeichnungen, Anmerkungen) | Höchstplatzierung, Gesamtwochen/‑monate, AuszeichnungChartplatzierungen (Jahr, Titel, Album, Platzierungen, Wochen/Monate, Auszeichnungen, Anmerkungen) | Anmerkungen                            |
| Jahr | Titel Album                                                                                             | DE | AT | CH | UK | US | NL | Anmerkungen                            |
| ---- | --- | --- | --- | --- | --- | --- | --- | -------------------------------------- |
| 1981 | Stars on 45 Long Play Album                                                                             | DE1 Gold · (30 Wo.)DE | AT1 (5 Mt.)AT | CH1 (14 Wo.)CH | UK2 Gold · (14 Wo.)UK | US1 Gold · (21 Wo.)US | NL1 (13 Wo.)NL | Erstveröffentlichung: März 1981        |
| 1981 | Stars on 45 Vol. II Longplay Album – Volume II                                                          | DE2 (18 Wo.)DE | AT4 (3½ Mt.)AT | — | UK2 Gold · (10 Wo.)UK | — | NL4 (9 Wo.)NL |                                        |
| 1981 | Medley II Longplay Album – Volume II                                                                    | — | — | — | — | US67 (6 Wo.)US | — |                                        |
| 1981 | Stars on 45 Vol. III Longplay Album – Volume III                                                        | DE17 (7 Wo.)DE | — | CH1 (9 Wo.)CH | UK17 (6 Wo.)UK | US28 (10 Wo.)US | NL10 (9 Wo.)NL |                                        |
| 1981 | More Stars [US] Longplay Album – Volume III                                                             | — | — | — | — | US55 (7 Wo.)US | NL— GoldNL |                                        |
| 1982 | Stars on Stevie The Superstars (The Greatest Rock ’N Roll Band In The World)                            | — | — | — | UK14 (7 Wo.)UK | — | NL6 (8 Wo.)NL | Erstveröffentlichung: 19. Februar 1982 |
| 1982 | The Greatest Rock’n Roll Band in the World The Superstars (The Greatest Rock ’N Roll Band In The World) | — | — | — | — | — | NL15 (5 Wo.)NL |                                        |
| 1983 | Stars on 45 Proudly Presents the Star Sisters –                                                         | DE35 (11 Wo.)DE | — | CH15 (5 Wo.)CH | — | — | NL1 Gold · (13 Wo.)NL |                                        |
| 1987 | Stars on Frankie Stars On Frankie                                                                       | — | — | — | — | — | NL16 (5 Wo.)NL |                                        |

* In Großbritannien veröffentlichte das Projekt unter dem Namen Starsound, in den USA ab der zweiten Single als Stars On
Weitere Singles
- 1981: Rollins Stones Medley (als Stars On)
- 1981: Stars on 45 Maxi Disco
- 1981: Beatles / George Harrison Medley
- 1982: Rollin’ Stars / Stars on 45 Get Ready III
- 1984: Soul Revue (feat. The New Sam & Dave Revue und Mister B)
- 1985: The Sam & Dave Medley (feat. Sam & Dave)
- 1989: Stars on ’89 Remix
- 1997: The Clubhits
- 2011: 45 (Michael Jackson Is Not Dead)

## Auszeichnungen für Musikverkäufe
| Goldene Schallplatte - Hongkong - 1982: für das Album Longplay Album – Volume II - Neuseeland - 1981: für das Album Longplay Album - 1981: für die Single Stars on 45 | Platin-Schallplatte - Hongkong - 1982: für das Album Longplay Album |

Anmerkung: Auszeichnungen in Ländern aus den Charttabellen bzw. Chartboxen sind in ebendiesen zu finden.
| Land/RegionAuszeichnungen für Musikverkäufe (Land/Region, Auszeichnungen, Verkäufe, Quellen) | Gold       | Platin  | Verkäufe  | Quellen                   |
| -------------------------------------------------------------------------------------------- | ---------- | ------- | --------- | ------------------------- |
| Deutschland (BVMI)                                                                           | 2× Gold2   | —       | 500.000   | musikindustrie.de         |
| Hongkong (IFPI/HKRIA)                                                                        | Gold1      | Platin1 | 30.000    | ifpihk.org                |
| Neuseeland (RMNZ)                                                                            | 2× Gold2   | —       | 20.000    | aotearoamusiccharts.co.nz |
| Niederlande (NVPI)                                                                           | 4× Gold4   | —       | 300.000   | nvpi.nl                   |
| Vereinigte Staaten (RIAA)                                                                    | 2× Gold2   | —       | 1.000.000 | riaa.com                  |
| Vereinigtes Königreich (BPI)                                                                 | 4× Gold4   | —       | 1.500.000 | bpi.co.uk                 |
| Insgesamt                                                                                    | 15× Gold15 | Platin1 |           |                           |

## Zusammensetzung der bekanntesten Medleys
Stars on 45 (1980)
- Venus (Shocking Blue); Sugar, Sugar (The Archies); No Reply; I’ll Be Back; Drive My Car; Do You Want to Know a Secret; We Can Work It Out; I Should Have Known Better; Nowhere Man; You’re Going to Lose That Girl (alle The Beatles)

Stars on 45 Vol. 2 – ABBA-Medley (1981)
- Voulez-Vous; SOS; Bang-A-Boomerang; Money, Money, Money; Knowing Me, Knowing You; Fernando; The Winner Takes It All; Super Trouper

Stars on 45 Vol. 3 – Star Wars and Other Hits (1981)
- Star Wars; Can’t Give You Anything (But My Love); Kung Fu Fighting; Layla; All Right Now; Fire; Da Ya Think I’m Sexy?; Ma Baker; Y.M.C.A.; The Good, the Bad & the Ugly; Don’t Stop ’til You Get Enough; Suicide Is Painless; The Sun Ain’t Gonna Shine Anymore; Overture aus Tommy; Get Off; Baker Street; Bette Davis Eyes; Eve of the War

Medley II (1981)
- Good Day Sunshine; My Sweet Lord; Here Comes the Sun; While My Guitar Gently Weeps; Taxman; A Hard Day’s Night; Please Please Me; From Me to You; I Want to Hold Your Hand

Stars on Stevie – A Tribute to Stevie Wonder (1982)
- Uptight, Everything’s All Right; My Cherie Amour; Yester-Me, Yester-You, Yesterday; Master Blaster (Jammin’); You Are the Sunshine of My Life; Isn’t She Lovely; Stars on Jingle; Sir Duke; I Wish; I Was Made to Love Her; Superstition; Fingertips (alle Stevie Wonder)

Stars on Stones – The Greatest Rock’n Roll Band in the World (1982)
- Brown Sugar; Jumpin’ Jack Flash; Under My Thumb; Honky Tonk Women; Out of Time; Emotional Rescue; She’s a Rainbow; Start Me Up; Angie; Don’t Give Up

Stars on 45 Proudly Presents the Star Sisters (1983)
- Boogie Woogie Bugle Boy; South American Way; Bei mir bist du schön; In the Mood; Rum and Coca-Cola; Tico-Tico no Fubá; Say si si (Para vigo me voy); Pennsylvania 6-5000; American Patrol

Stars on Frankie – Frank Sinatra Mix (1987)
- Swingtime; Stars on Frankie; The Lady Is a Tramp; Swingtime; I Will Drink the Wine; Witchcraft; Somethin’ Stupid; Nancy (With the Laughing Face); These Boots Are Made for Walkin’; Swingtime; Let Me Try Again; Strangers in the Night; My Kind of Town